# Jedle a smrky pod Strahovem
Jedle a smrky pod Strahovem jsou dvě skupiny památných stromů u Železné Rudy. Tři jedle bělokoré (Abies alba) a dva smrky ztepilé (Picea abies) rostou po levé straně Ferdinandova údolí, v lese asi ½ km jižně od osady Debrník, na východním úbočí vrchu Strahov (868 m). Obvody kmenů jedlí měří 348, 310 a 245 cm, jejich koruny dosahují do výšky 38, 38 a 32 m. Smrky mají obvod kmene 355 a 352 cm, jejich špičky dosahují do výšky 45 a 42 m (měření 1995). Stromy jsou chráněny od roku 1995 pro svůj vzrůst a jako krajinná dominanta. Jedle a smrky pod Strahovem jsou také významnými stromy LČR.

## Stromy v okolí
- Alžbětínská lípa
- Alej u hřbitova
- Železnorudský jasan